# Fællestrafik
Fællestrafik er en dansk dokumentarfilm fra 1977 instrueret af Michael Varming efter eget manuskript.

## Handling
Europæiske byers kollektive trafik: trolleybus, sporvogn, busser, monorails, sportaxi, telebus, tunnelbaner, forstadstog - skildret af Michael Varming fra Statens Byggeforskningsinstitut, Byplanafdelingen.